# Happy Together (film, 1989)
Pour les articles homonymes, voir Happy Together.
Pour plus de détails, voir Fiche technique et Distribution.
Happy Together est un film américain réalisé par Mel Damski, sorti en 1989.

## Synopsis
Christopher Wooden est étudiant en première année à l'université. Il découvre avec surprise que son camarade de chambre, Alex Page, est une fille qui a été placée avec lui à la suite d'une erreur informatique. Christopher, jeune homme très sérieux, et Alex, fêtarde extravertie, ont beaucoup de mal à cohabiter. Chris essaie en vain de changer de chambre puis les deux jeunes gens apprennent à se connaître et à s'apprécier. 

## Fiche technique
- Réalisation : Mel Damski
- Scénario : Craig J. Nevius
- Photographie : Joe Pennella
- Montage : O. Nicholas Brown
- Musique : Robert Folk et Robert J. Walsh
- Société de production : Apollo Productions
- Pays d'origine :  États-Unis
- Langue originale : anglais
- Format : couleur - 1,85:1
- Genre : comédie romantique
- Durée : 102 minutes
- Dates de sortie : 
  - États-Unis : 4 mai 1989

## Distribution
- Patrick Dempsey (VF : Franck Baugin) : Christopher Wooden
- Helen Slater : Alex Page
- Dan Schneider : Stan
- Kevin Hardesty : Slash
- Marius Weyers : Denny Dollenbacher
- Barbara Babcock : Ruth Carpenter
- Gloria Hayes : Luisa Dellacova
- Brad Pitt : Brian

## Accueil
Le film est sorti dans seulement 10 salles de cinéma aux États-Unis et n'a rapporté qu'un peu plus de 70 000 $ au box-office américain.